# Republika Prekmurje
Republika Prekmurje ili Murska Republika (mađarski Vendvidéki Köztársaság, Mura Köztársaság, Muravidéki Köztársaság, prekomurski Republika Slovenska okroglina, njemački Murrepublik) bila je kratkotrajna, nepriznata država u Prekmurju, 1919. godine. Tradicionalni stari mađarski naziv je Vendvidék (Vendska pokrajina, prekomurski: Slovenska okroglina). Osnivač republike bio je Vilmoš Tkalec, bivši školski učitelj i vojnik. 

## Zemljopis i povijest prije proglašenja republike
Prekmurje je prostor sjeverno od rijeke Mure, koji je pred Prvi svjetski rat pripadao Kraljevini Ugarskoj, a u okviru Austro-Ugarske. Iako je pripadalo Mađarskoj, Prekmurje je bilo granično područje naseljeno pretežno Slovencima. Pored slovenske većine živjela je i značajna mađarska manjina (oko 20%) te manji broj pripadnika austrijskog (oko 8%) i hrvatskog naroda (oko 3%).

## Politička sitvacija uoči proglašenja republike
Vođe slovenskog naroda u Prekmurju bili su slovenski katolički i evangelički svećenici. Katolički svećenici bili su za otcjepljenje od Mađarske, dok su evangelički zastupali ostanak u okvirima Mađarske. Međutim, 1919. godine u Budimpešti su mađarski komunisti i socijaldemokrati proglasili "Mađarsku Sovjetsku Republiku". Nova komunistička vlast izazvala je među slovenskim katoličkim i evangeličkim svećenicima u Prekmurju strah zbog njezine protureligijske odnosno prosovjetske nastrojenosti. 

## Proglašenje i ukidanje Murske Republike
U Murskoj Soboti, Vilmoš Tkalec, socijaldemokrat i vojnik u Prvom svjetskom ratu, proglasio je 29. svibnja "Mursku Republiku". Mursku Republiku priznala je samo Austrija. Međutim, svećenici i prekomursko stanovništvo nije poduprlo Tkaleca jer Republika nije imala konkretni program. Dana, 6. lipnja Mađarska crvena armija umarširala je u Prekmurje i ukinula Mursku Republiku. Na kraju su jugoslavenski vojnici zauzeli to područje. 

## Podjela Prekmurja
Godine 1920., Jugoslavija anektirala je Prekmurje (osim predio uz rijeku Rábu) koji je pripao Kraljevini Mađarskoj.

## Posljedice
Tkalec je prvo pobjegao u Grazu u Austriju. Od 1920. godine je živio i radio u Mađarskoj kao školski učitelj.
Granica uspostavljena između Kraljevine Srba, Hrvata i Slovenaca i Kraljevine Mađarske je današnja granica između Slovenije i Mađarske.
Danas je Vendvidék samo mala etnološka regija u jugozapadnoj Mađarskoj, gdje Slovenci čine sedminu stanovništva. 